# Конечный пункт
«Конечный пункт» или «Город финального назначения» (англ. The City of Your Final Destination) — кинофильм режиссёра Джеймса Айвори, вышедший на экраны в 2009 году. Экранизация одноимённого романа Питера Кэмерона.

## Сюжет
Молодой преподаватель Омар Разаги планирует написать биографию знаменитого писателя Джулса Гунда, прославившегося одной-единственной книгой и несколько лет назад покончившего с собой. Однако распорядители наследства Гунда не дают разрешения на публикацию исследования его жизни. По настоянию своей подруги Дирдры Омар отправляется в Уругвай, где жил покойный автор, чтобы на месте попробовать уговорить его родственников. Здесь он знакомится с членами семьи Гунда — братом Адамом, женой Кэролайн и любовницей Арден — и оказывается в гуще их непростых взаимоотношений. И хотя Адама и Арден Омару удаётся довольно быстро расположить к себе, Кэролайн твёрдо намерена не позволять никому копаться в жизни своего супруга.

## В ролях
- Омар Метвалли — Омар Разаги
- Шарлотта Генсбур — Арден Лэнгдон
- Энтони Хопкинс — Адам Гунд
- Лора Линни — Кэролайн Гунд
- Александра Мария Лара — Дирдра Ротемунд
- Хироюки Санада — Пит
- Амбар Моллман — Порша Гунд
- Норма Алеандро — Альма